# موريس سميث (منافس ألعاب قوى)
موريس سميث (بالإنجليزية: Maurice Smith) هو منافس ألعاب قوى جامايكي، ولد في 28 سبتمبر 1980 في سبانيش تاون في جامايكا.

## وصلات خارجية
- موريس سميث على موقع الاتحاد الدولي لألعاب القوى (الإنجليزية)
- موريس سميث على موقع اللجنة الأولمبية الدولية (الإنجليزية)
- موريس سميث على موقع أوليمبيديا (الإنجليزية)
- موريس سميث على موقع دورة ألعاب الكومنولث 2006 (مؤرشف) (الإنجليزية)